# Eternal Word Television Network

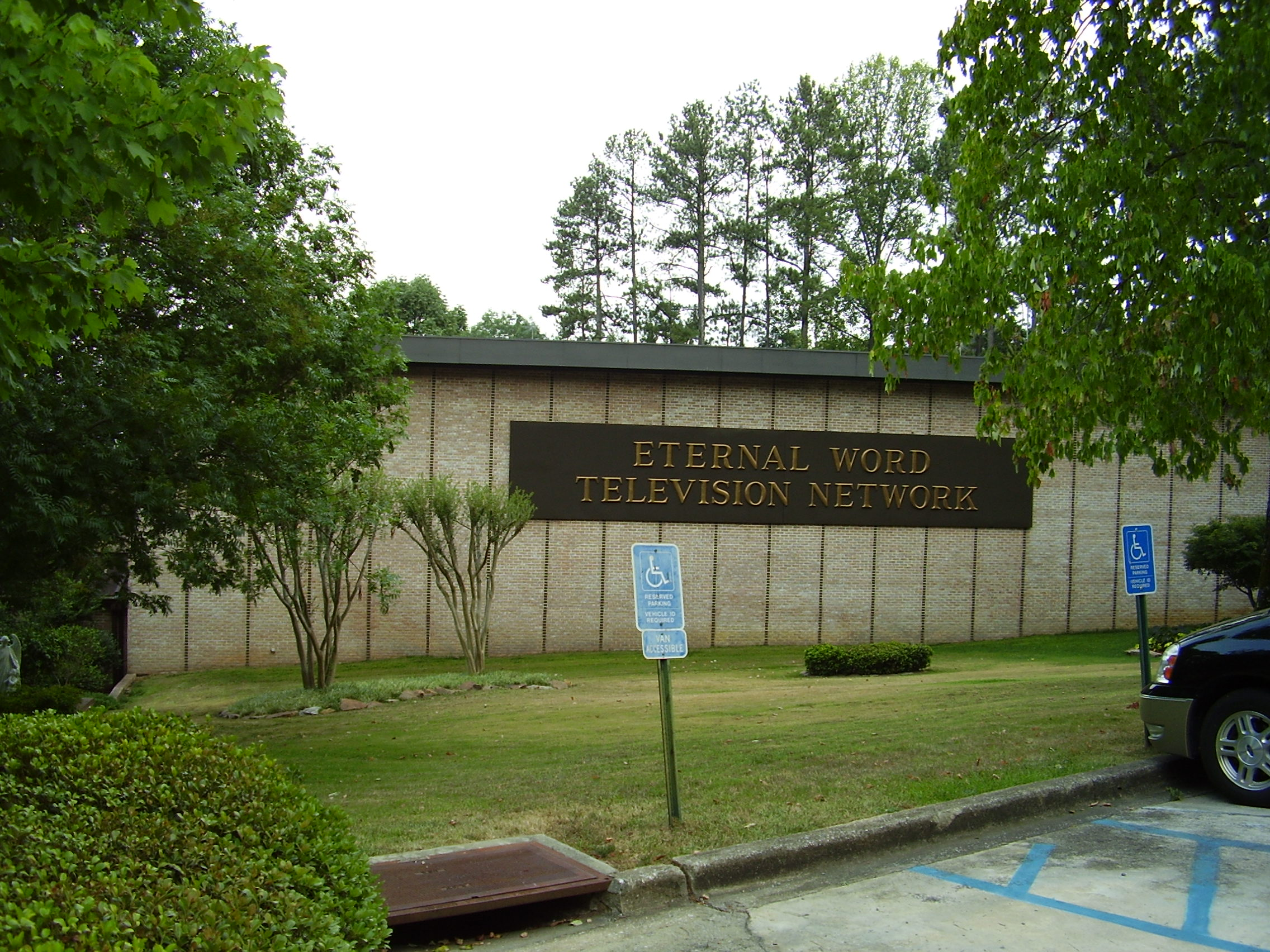
EWTN i Irondale.

Eternal Word Television Network (EWTN) är ett amerikanskt katolskt TV-nätverk. EWTN grundades av nunnan Moder Angelica i hennes kloster Our Lady of the Angels Monastery i Irondale, Alabama
och lanserades i augusti 1981. Moder Angelica var värd för programmet Mother Angelica Live, fram till 2001 då hon drog sig tillbaka efter att ha drabbats av en stroke och andra hälsobesvär. EWTN finansieras av tittardonationer; 2012 var intäkterna $43,6 miljoner och utgifterna $40,2 miljoner.
EWTN driver även radiostationen WEWN och 2011 köpte man upp tidskriften National Catholic Register.